# P2
P2（ピーツー）とは"Professional Plug-In"の略称でパナソニックが推進する半導体メモリーを利用したプロ市場向けビデオ用記憶媒体である。2013年現在、22万台以上が世界各国の放送局を中心に提供されている。

## 概要
2004年に発売された。本質的には松下が販売するSDメモリーカードをダイキャスト成型のPCカード形のケースにRAIDで4枚内蔵させた構成で、DVCPROフォーマットシリーズとDVのデータに対応し、P2対応ビデオカメラ、ノンリニア編集機を使うことでデジタイズという煩わしさを解消している。あらかじめ専用のソフトウェアが入っているパソコンであればP2カードはPCカードのスロットに直接挿入できる。
P2カードの容量は競合するテープメディアに比べて少ない。(miniDVテープが標準で13GBでHDCAMテープが50GBである)そのため、P2を使用するカムコーダーやデッキは使用中に交換できるように複数のカードスロットを備える。複数のスロットにP2カードを挿して使用する場合、片方のカードの容量が満杯になるとアクセスしていないスロットのカードを交互に交換する事が可能である。(取り外し可能かどうかは発光ダイオードで表示される)ビデオテープとは異なり間違って上書きされないようになっている。古い映像は手動で消去しなければならない。カードの容量は現在最大64GBである。P2カードはPCMCIAカードで現在入手できるフォーマットで最も転送速度が速い。カードはファイルの管理と保護の為にプロセッサを備え、新たに開発された筐体は(パナソニックによると)タフで信頼性が高く作られたP2カードは"軍用"仕様であるとされている。
最初にP2フォーマットを使用した機種の一つにAJ-SPX800 (撮像素子が2/3"で放送用のカムコーダーで用途はENGとEFPである)、スタジオレコーダーAJ-SPD850、読み取り機AJ-PCD10 (基本的には5スロットのPCカード読み取り機でUSBインターフェース接続で5-1/4" IT システムベイに内蔵できるように設計されている)がある。メモリーカードはAJ-P2C004 (4 GB)とAJ-P2C002 (2 GB)である。現在はAG-HVX200 HD 携帯型カムコーダーやハイエンドや放送用の肩持ち式のAG-HPX300, AG-HPX500, AJ-HPX2000,とAJ-HPX3000カムコーダーを含む多くのP2フォーマット対応のカムコーダーを出荷している。P2を基にしたAG-HPX170携帯型HD カムコーダーも発表された。HPX170はHVX200とHVX200Aによく似ている。主要な差異は170にはテープドライブがないことである。
P2カードは現在(2010年9月時点)、4GB、8GB、16GB、32GB、64GBがある。DVCPRO25で記録した場合は、それぞれ最大16分、32分、62分、128分、256分となるがDVCPRO HDになると4倍のデータが必要なため、4分、8分、16分、32分、64分となる。また、1枚あたりの価格もテープに比べ遥かに高いのでメーカーでも撮影現場などで一杯になってしまったP2カードのデータを転送する為のポータブルHDDを販売している。現在は、廉価版のEシリーズの登場で価格は64GBで約10万円とされる。
P2用ビデオカメラ、ビデオデッキに関してパナソニックが製作販売しているもののノンリニア編集機は、カノープスやApple、アビッドなど外部メーカーに託している。
「P2-HD」が、2008年に開催された北京オリンピックの公式放送機器に採用された。。
データ転送に向いたコーデックであるAVC-Intraを開発している。
2013年4月16日、P2カードをSDメモリーカード型にダウンサイジング化し、UHS-IIおよびUSB3.0に対応した「microP2カード」(32GB/64GB)およびメモリーカードアダプターおよびメモリーカードドライブを発売。

## 仕様
- ファイルフォーマット: MXF
- 最大データレート: 640 Mbit/s()
- 容量: 8 GB, 16GB, 32GB, 64GB
- 形状: PC card (PCMCIA) type II

## P2カードの記録時間
| モデル #    | 容量 | DVCPro      | DVCProHD 720pN24 | DVCPro50 又は DVCProHD 720p30 | DVCProHD 1080i60 又は 720p60 | AVC-Intra50 | AVC-Intra100 |
| ----------- | ---- | ----------- | ---------------- | ----------------------------- | ---------------------------- | ----------- | ------------ |
| AJ-P2C004H  | 4GB  | 16 分       | 10 分            | 8 分                          | 4 分                         | 8 分        | 4 分         |
| AJ-P2C008H  | 8GB  | 32 分       | 20 分            | 16 分                         | 8 分                         | 16 分       | 8 分         |
| AJ-P2E016XG | 16GB | 1時間 4 分  | 40 分            | 32 分                         | 16 分                        | 32 分       | 16 分        |
| AJ-P2E032XG | 32GB | 2時間 8 分  | 1時間20 分       | 1時間4 分                     | 32 分                        | 1時間4 分   | 32 分        |
| AJ-P2E064XG | 64GB | 4時間 16 分 | 2時間40 分       | 2時間8 分                     | 64 分                        | 2時間8 分   | 64 分        |

2 GB P2 カードはDVCProHDの用途はサポート対象外である。